# Свінк (Оклахома)
Свінк (англ. Swink) — переписна місцевість (CDP) в США, в окрузі Чокто штату Оклахома. Населення — 65 осіб (2020).

## Географія
Свінк розташований за координатами 34°1′2″ пн. ш. 95°12′6″ зх. д. / 34.01722° пн. ш. 95.20167° зх. д. (34.017272, -95.201790).  За даними Бюро перепису населення США в 2010 році переписна місцевість мала площу 0,64 км², з яких 0,63 км² — суходіл та 0,01 км² — водойми.

## Демографія
Згідно з переписом 2010 року, у переписній місцевості мешкало 66 осіб у 36 домогосподарствах у складі 20 родин. Густота населення становила 103 особи/км².  Було 54 помешкання (84/км²).
Расовий склад населення:
| - 92,4 % — білих - 1,5 % — корінних американців |

До двох чи більше рас належало 6,1 %. Частка іспаномовних становила 1,5 % від усіх жителів.
За віковим діапазоном населення розподілялося таким чином: 7,6 % — особи молодші 18 років, 53,0 % — особи у віці 18—64 років, 39,4 % — особи у віці 65 років та старші. Медіана віку мешканця становила 54,5 року. На 100 осіб жіночої статі у переписній місцевості припадало 94,1 чоловіків;  на 100 жінок у віці від 18 років та старших — 96,8 чоловіків також старших 18 років.
Середній дохід на одне домашнє господарство  становив 34 674 долари США (медіана — 20 893), а середній дохід на одну сім'ю — 32 142 долари (медіана — 21 667). За межею бідності перебувало 19,3 % осіб, у тому числі 16,7 % дітей у віці до 18 років та 5,9 % осіб у віці 65 років та старших.
Цивільне працевлаштоване населення становило 16 осіб. Основні галузі зайнятості: сільське господарство, лісництво, риболовля — 25,0 %, роздрібна торгівля — 18,8 %, транспорт — 12,5 %, науковці, спеціалісти, менеджери — 12,5 %.